# Музей искусства и истории (Невшатель)

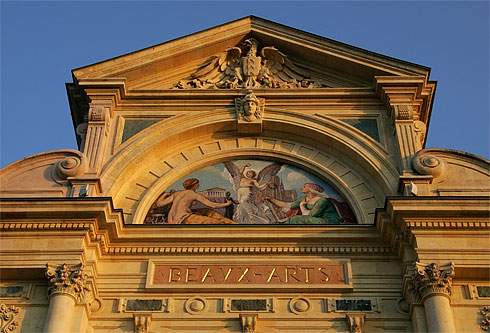
Фасад музея

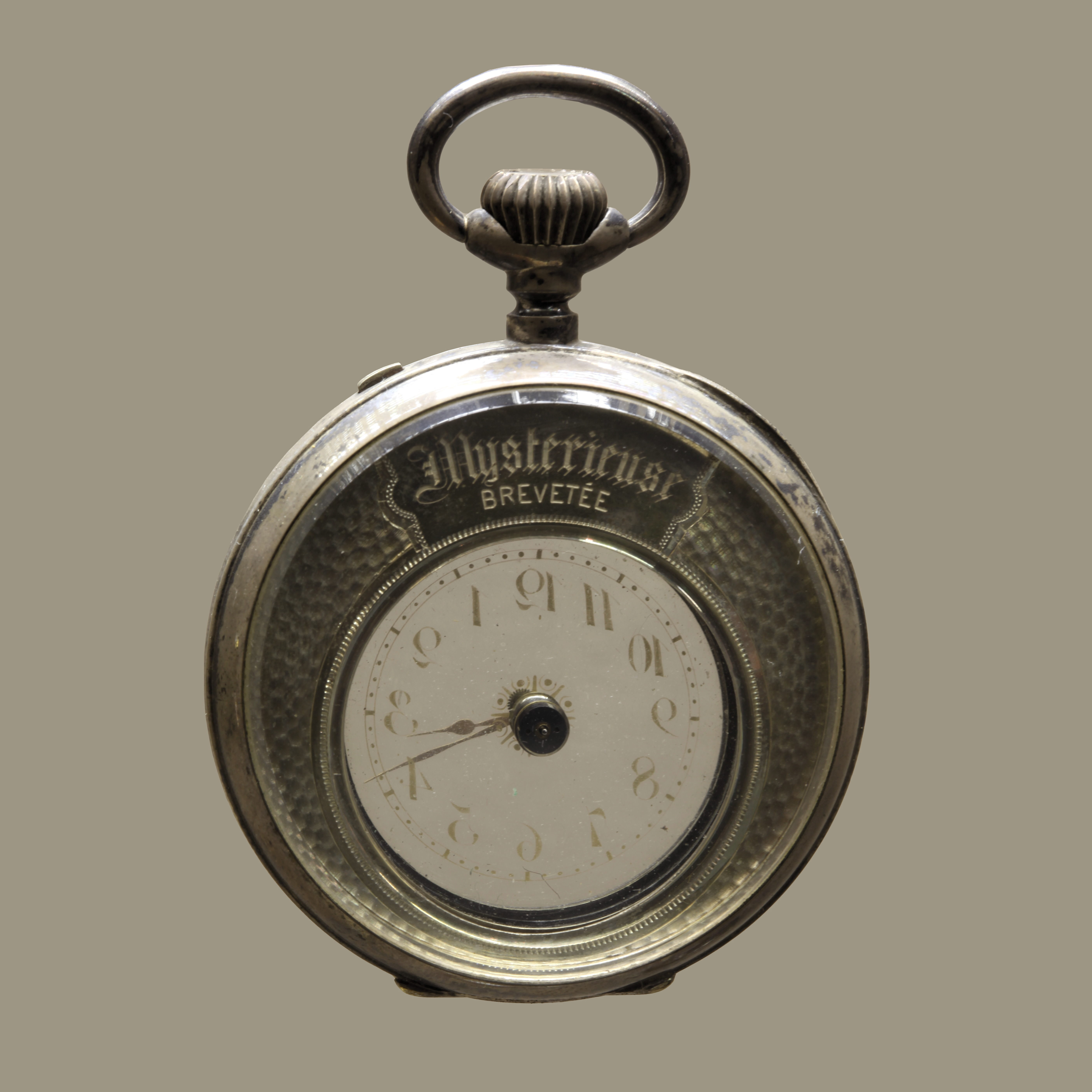
Так называемые мистические часы, демонстрируемые в музее.

Музей искусства и истории (фр. Musée d'art et d'histoire de Neuchâtel) — музей в Невшателе, Швейцария. Среди его наиболее известных экспонатов следует указать автоматы, созданные Пьером-Жаком Дро (фр. Pierre Jaquet-Droz), а также картины Клода Моне, Камиля Писсарро и Пьера Огюста Ренуара.
Время работы музея с 11.00 до 18.00.

## Экспонаты

### Автоматы
Механические автоматы стали предвестниками нынешних программируемых компьютеров, а заодно и принтеров. Бум их конструирования пришелся на XVIII век. К примеру, именно в те годы во Франции была впервые реализована идея автоматического копирования медальонов с помощью устройств, подобных пантографу. Один из удивительных механизмов того времени — «Мальчик-каллиграф» (L'écrivain), созданный швейцарским часовщиком Пьером-Жаком Дро (Pierre Jaquet-Droz). В 1774 году «Мальчик-каллиграф» впервые был продемонстрирован публике в Париже.
Сделанный из 6000 частей, «Каллиграф» может быть «запрограммирован» писать фразы до 40 символов, включая соответствующие пробелы между словами. Сложный швейцарский механизм, пользуясь чернильницей, не оставляет клякс и капель на листе. Он может написать любое слово (и, следовательно, любое предложение) и следовать глазами за текстом. Это возможно благодаря тому, что колесо управления кулачковым механизмом состоит из знаков и букв, которые могут быть расположены в определённом порядке с образованием различных комбинаций.
Тот факт, что «Каллиграфа» можно «запрограммировать», делает его предком современных компьютеров. Однако замена на любую фразу вместо той, на которую он в настоящее время настроен: «Les automates / Jaquet Droz / a neuchatel», — потребует около 8 часов.
Отреставрированного «Каллиграфа», а также «Рисовальщика» и «Музыкантшу» можно увидеть в Музее искусства и истории, где они периодически демонстрируются всем желающим в действии. Соответствующее представление обычно проходит в 14:00, 15:00 и 16:00 на протяжении получаса. Одним из дней такой демонстрации является первое воскресенье месяца.

### Фрески
На лестничной площадке музея находятся три монументальные фрески, вылепленные Лео-Полем Робертом между 1886 и 1894 годами.

## Галерея

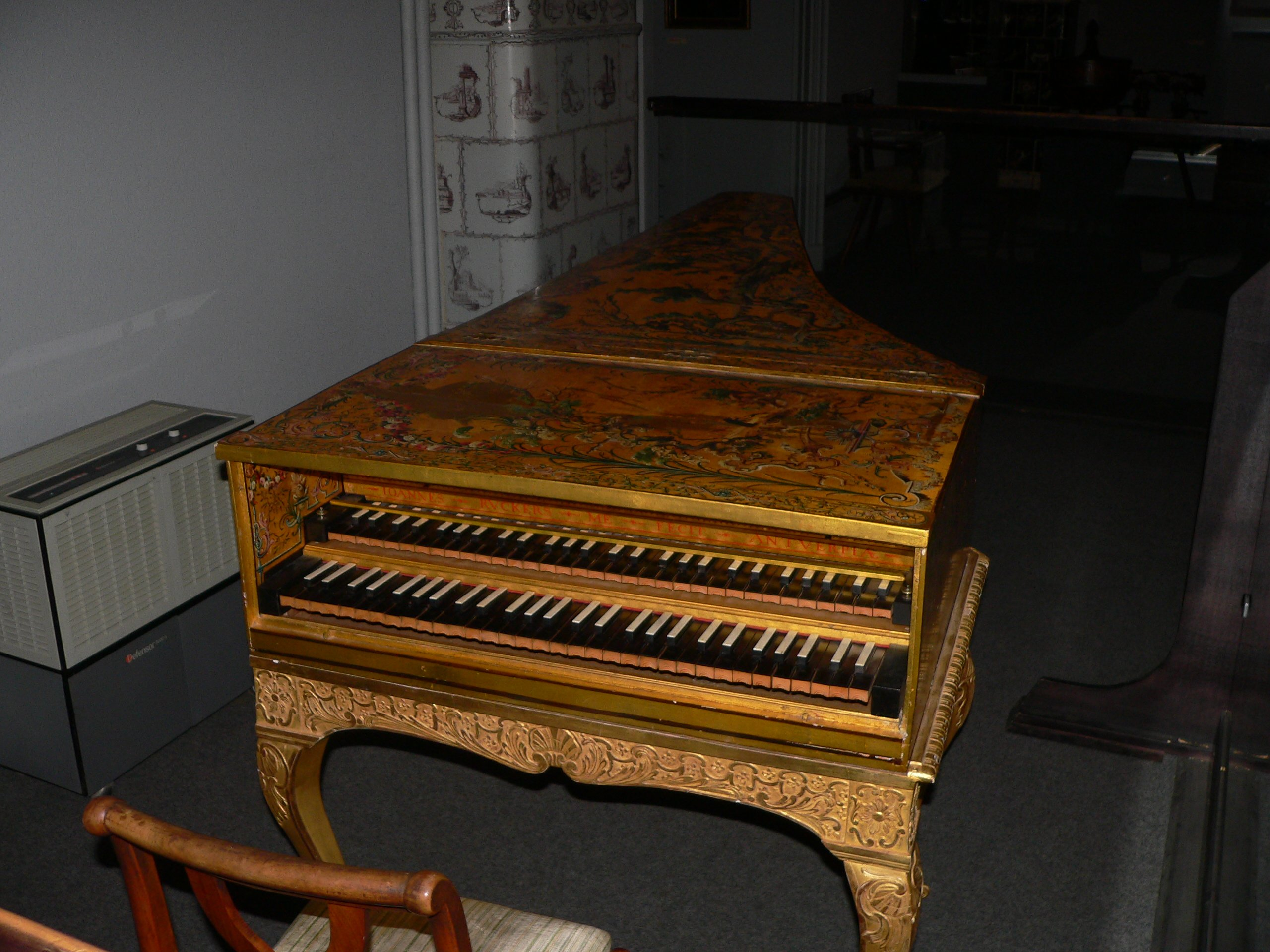
Клавесин семьи Рюккер (Ioannes Ruckers) (1632).
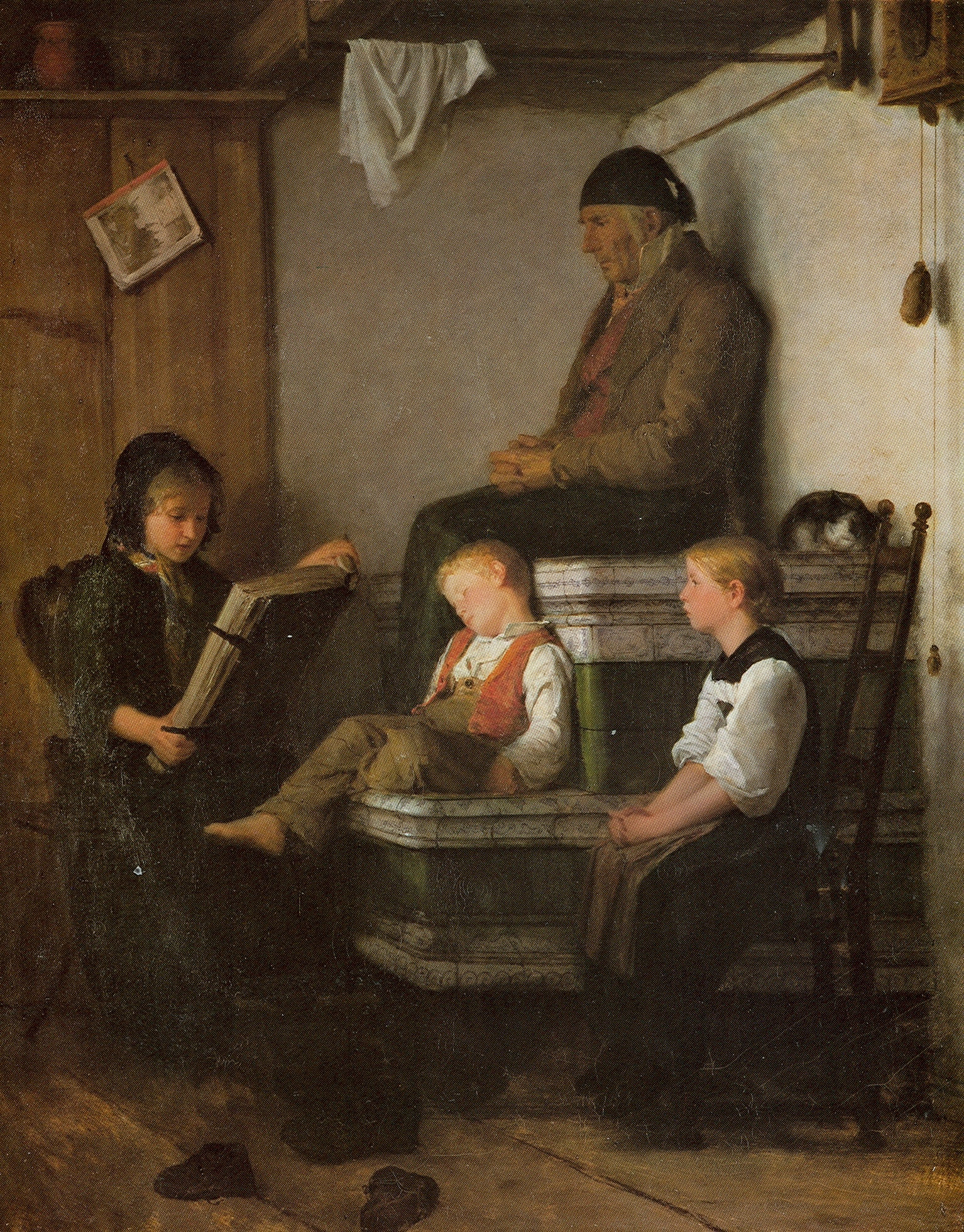
Картина Альберта Анкера (Albert Anker) «Воскресенье, после обеда» («Le dimanche après-midi») (1861).
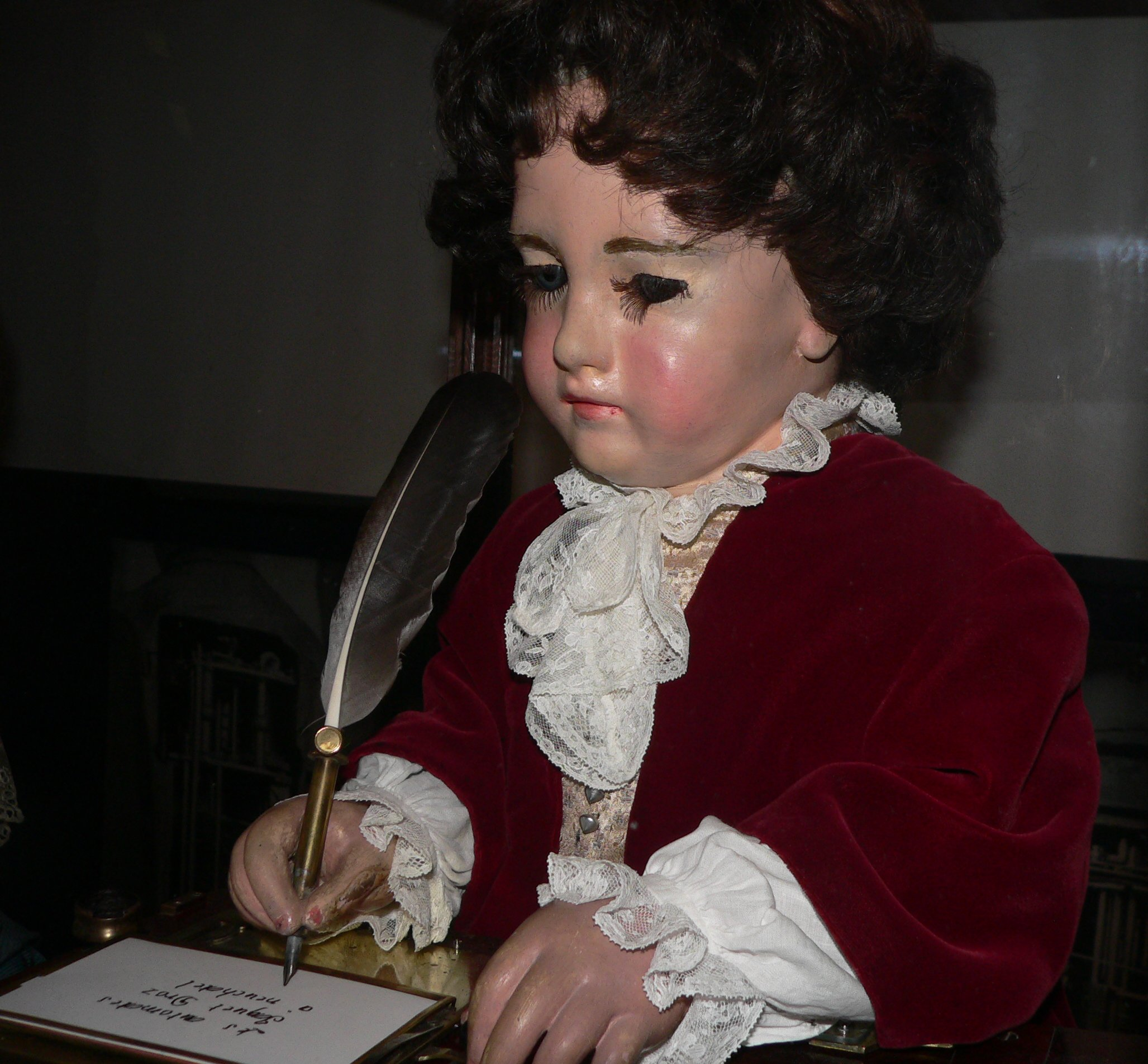
Автомат «Мальчик-каллиграф».